# هافن كولمان
هافن كولمان (مواليد 29 مارس 2006) ناشطة أمريكية في مجال المناخ والبيئة. وهي المؤسس المشارك والمدير التنفيذي المشارك في إضراب الشباب الأمريكي حول المناخ وهي المنظمة غير الربحية مكرسة لزيادة الوعي والمطالبة باتخاذ إجراءات فيما يتعلق بأزمة المناخ. قامت بتأسيسها مع الناشطين الشباب فيليسانور وإسراء هيرسي. كما أنها تكتب في نشرة علماء الذرة.
تعيش هافن كولمان في دنفر ، كولورادو. وهي طالبة في مدارس دنفر العامة.

## النشاط
شعرت كولمان لأول مرة بالانجذاب نحو البيئة عندما كانت في العاشرة من عمرها: بعد أن علمت أن حيوانها المفضل وهو الكسلان ، يتضاءل بسبب إزالة الغابات. ثم قامت بإجراء تغييرات كبيرة في نمط الحياة مستوحاة من الحياة المستدامة. ساعدها تدريبها في مشروع الواقع المناخي على زيادة تعليمها.
بعد رؤية النشاط البيئي الجريء لغريتا ثونبرج وإضرابات الشباب المناخية في أوروبا ، ألهمتها أن تفعل الشيء نفسه. وهكذا ، منذ يناير 2019 ، في سن 13 عامًا ، بدأت في الاحتجاج أمام الشركات أو المباني الحكومية ، مثل مبنى الكابيتول بولاية كولورادو. وتقوم كل يوم جمعة بإضراب للمطالبة بعمل سياسي فيما يتعلق بجودة الهواء ، وتقاعد محطات الفحم ، والطاقة المتجددة ، وما إلى ذلك. كما أنها ترسل بالبريد الإلكتروني المسؤولين المنتخبين بشأن هذه القضية. تعرضت للتنمر على نطاق واسع من قبل أقرانها في المدرسة الذين اعتقدوا أن نشاطها الصارخ كان غريبًا.
احتجت كولمان بمفردها حتى تمكنت من إقامة إضراب الشباب الأمريكي مع إسراء هيرسي وإسكندرية فيلاسينور. ومنذ ذلك الحين ، تم تنفيذ إضرابات مناخية في العديد من الولايات في الولايات المتحدة الأمريكية. في 15 مارس ، تم تنظيم احتجاج دولي للشباب شارك فيه أكثر من 120 دولة.
اشتهرت كولمان على نطاق واسع بعد حديثها إلى السناتور كوري غاردنر حول ملوثات الكربون في منتدى عام في دار البلدية. ناشدته أن يتخذ إجراءً وعرضت عليه تنظيم حركة قاعدية لتسهيل الأمر ، لكن غاردنر رفض.
عندما تصدرت عناوين الصحف ، لفتت انتباه آل جور ، الذي دعا كولمان للتحدث عن حملة 24 ساعة من الواقع التي نظمها مشروع كلايمتي ريتي بروجيكت.
تعمل كولمان حاليًا في وكالة Arid ، والتي تهدف إلى تسريع حملات العدالة البيئية والاجتماعية.